# Beneath Oblivion
Beneath Oblivion war eine von 2003 bis 2018 aktive Funeral-Doom-Band.

## Geschichte
Beneath Oblivion wurde 2003 als Duo von dem Sänger und Gitarristen Scott T. Simpson, gemeinsam mit seinem damaligen Mitbewohner, dem Schlagzeuger Jon Martin, gegründet. Martin wandte sich alsbald wieder seinem Studium zu, woraufhin Simpson das erste Demo The Melancholy Demo 2004 allein aufnahm. Im Anschluss an die Aufnahmen stießen Nate Bidwell als Schlagzeuger und Jay Waller als Bassist zur Band. Gemeinsam wurde kaum beachtet das 2006 in Eigenregie veröffentlichte Debütalbum Existence Without Purpose, eine Split-CD mit Sin of Angels via 43rd Parallel Press 2007 sowie eine Selbstbetitelte EP über The Mylene Sheath 2009 veröffentlicht. Die EP erreichte als erste Veröffentlichung der Gruppe eine Rezeption die punktuell überregional erfolgte. In einer Rezension des britischen Webzines Doom-Metal.com wurde die EP als eine „epische und nihilistische Platte aus Blackened Sludge, wirbelnder Atmosphäre und schwerfälligen Doom“ gelobt.
Die Kooperation mit The Mylene Sheath behielt die Gruppe vorerst bei. So erschienen 2011 eine weitere Split-EP, diesmal mit Angel Eyes und das Doppelalbum From Man to Dust über das Independent-Label. Auf diesen Veröffentlichungen wurde mit Allen Lee Scott II, von Thorns of the Carrion ein Keyboarder als festes Mitglied der Gruppe präsentiert. Das Mastering des in Cincinnati von Andy Perkins aufgenommenen Albums übernahm Billy Anderson. Mit der Veröffentlichung des Albums erlangte die Band in der Doom-Szene zunehmend Anerkennung. In der kanadischen und amerikanischen Musik- und Metalpresse wurde From Man to Dust anerkennend bis lobend besprochen. Nach der Veröffentlichung von From Man to Dust bestritt die Band über einen Zeitraum von vier Jahren mehrere Tourneen mit Gruppen wie Buzzov•en, Jucifer, Weedeater, Rwake, Pallbearer, Wolves in the Throne Room oder Kylesa. Zu ihren Auftritten veröffentlichte und verkaufte die Band Kassetten in kleinen Auflagen selbst. Manchen dieser auf Tour verkauften Kassetten legte die Gruppe Drogen bei.
Nach einer Tournee an der amerikanischen Westküste sowie einem Wechsels des Schlagzeuger zu James Rose begann Beneath Oblivion im November 2015 mit den Aufnahmen des dritten Studioalbums. Diesmal übernahm Anderson die Produktion der ersten Albumaufnahmen. Die Gruppe arbeitete in den darauf folgenden Jahren weiter an dem Album und nahm hinzukommende Tonspuren und -effekte mit Perkins auf, welche erneut von Anderson abgemischt wurden. Das über Weird Truth Productions 2018 als CD veröffentlichte Album wurde international besprochen und von deutschen, britischen, amerikanischen und kanadischen Medien überwiegend positiv bewertet. Die Beurteilungen erstrecken sich über die Bezeichnung als „ein nur mittelmäßiges Album, das zwar eine trostlose Atmosphäre zu zeichnen vermag, aber letztlich daran scheitert, dass diese Trostlosigkeit nicht zwingend geung [sic!] ist, um angehört werden zu müssen“ bis zu solchen als „brutale, schwarze Perle des Doom Metal“ sowie jener als Album, dem es gelänge zu vermitteln „was es bedeute ein Mensch in dem wechselhaften Zeitalter der Wunder und Schrecken in welchem wir leben zu sein.“

## Stil
Die Musik von Beneath Oblivion wird als Mischung aus Funeral Doom und Sludge beschrieben. Dem Funeral Doom entsprechend wird die Musik düster und besonders schleppend präsentiert. Womit eine als bedrückend, höllisch oder nihilistisch bezeichnete Atmosphäre erzeugt werden soll.
Zum Vergleich werden die Sludge-Band Corrupted und die Funeral-Doom-Band Thergothon herangezogen. Die meist schleppend gehaltenen Stücke werden durch eingearbeitete Samples und akustische Passagen aufgelockert. Die Musik gilt als Vermengung von „gutturalem Gesang, massiven Gitarren und einem hämmernden Schlagzeug“. Der Gesang wird zwischen „tiefen Growls und klagendem Geschrei“ variiert. Selten wird ein ruhiger „Klargesang in normaler Stimmlage präsentiert“.
Frühen Veröffentlichungen wird ein höherer Anteil des Hardcore Punks attestiert. Die Stücke der selbstbetitelten EP werden noch als groovend beschrieben und im Ansatz mit EyeHateGod verglichen. Auch der Gesang sei an dem für  Hardcore typischen Brüllgesang orientiert. Spätere Veröffentlichungen seien hingegen mehr im Funeral Doom verortet. Gelegentlich wird auf die Dynamik des Post-Metals verwiesen.

## Diskografie
- 2004: The Melancholy Demo (Demo, Selbstverlag)
- 2006: Existence Without Purpose (Album, Selbstverlag)
- 2007: Sin of Angels/Beneath Oblivion (Split-EP mit Sin of Angels, 43rd Parallel Press)
- 2009: Beneath Oblivion (EP, The Mylene Sheath)
- 2011: Beneath Oblivion/Angel Eyes (Split-EP mit Angel Eyes, The Mylene Sheath)
- 2011: From Man to Dust (Album, The Mylene Sheath)
- 2018: The Wayward and the Lost (Album, Weird Truth Productions)